# Moniliformis moniliformis
Moniliformis moniliformis ist eine Art der Kratzwürmer (Acanthocephala), der als Darmparasit vor allem in Nagetieren und anderen Kleinsäugern lebt und bei diesen entsprechend eine Acanthocephalose auslöst. Zudem ist er ein potentieller Darmparasit des Menschen und vieler anderer Säugetiere.

## Merkmale
Weibliche Tiere erreichen eine Körperlänge von bis zu 27 Zentimetern, die Männchen bleiben mit maximal etwa 4,5 Zentimetern deutlich kleiner. Die Breite der Tiere beträgt etwa 1 bis 1,5 Millimeter. Die Tiere besitzen einen von außen stark segmentiert erscheinenden, fast perlschnurartigen Rumpf, eine echte Segmentierung liegt allerdings nicht vor. Der Rüssel (Proboscis) ist keulenförmig und besitzt 12 bis 14 nicht streng angeordnete Hakenreihen aus jeweils sieben bis acht Haken, wobei die Haken an der Rüsselbasis besonders klein sind. Die zweischichtige Rüsselscheide und die fadenförmigen Leminiski sind relativ kurz ausgebildet.
Die Weibchen haben wie alle Archiacanthocephala einen dorsalen und einen ventralen Ligamentsack im Pseudocoel, deren Wände sich im Gegensatz zu denen der Palaeacanthocephala nicht auflösen, außerdem besitzen die Riesenkratzer Protonephridien. Die Männchen weisen sechs bis acht Hoden im Rumpf auf.
Die Eier sind oval mit dünnen Hüllmembranen. Sie haben eine durchschnittliche Länge von 67 und eine durchschnittliche Breite von 32 Mikrometern.

## Verbreitung
Moniliformis moniliformis ist wie seine Wirte weltweit verbreitet. Auch Infektionen des Menschen wurden von allen Kontinenten berichtet.

## Lebensweise
Moniliformis moniliformis lebt als ausgewachsenes Tier als Darmparasit vor allem im Darm von kleineren Säugetieren, insbesondere von Nagetieren wie Ratten, Mäusen, Siebenschläfern und anderen Bilchen oder Hamstern, kann jedoch auch Raubtiere wie Katzen, Hunde und Marder, Insektenfresser wie Igel und Maulwürfe und in sehr seltenen Fällen Menschen und andere Primaten infizieren.
Die Eier gelangen mit dem Kot der Wirtstiere auf und in den Boden und werden dort vor allem von Schaben aufgenommen, die als Zwischenwirte dienen. In ihnen erfolgt die Entwicklung zur Acanthella- und dem Cystacanthus-Stadium, in dem die Larven wiederum von ihren Endwirten als Nahrung aufgenommen werden. Im Darm bohrt sich der Kratzer mit Hilfe des hakenbewehrten Rüssels in das Muskelgewebe des Dünndarm, die Tunica muscularis, ein und verhakt sich dort.

## Relevanz als Humanparasit
Als Parasit für den Menschen kommt Moniliformis moniliformis nur eine sehr unbedeutende Rolle zu. Der Mensch kommt zwar prinzipiell als Endwirt in Frage, die Infektion ist allerdings extrem unwahrscheinlich und damit sehr selten. Der normale Weg, sich mit dem Cystacanthus anzustecken ist der Verzehr des Zwischenwirts. Aus dem Iran wurde 2007 beispielsweise der Fall eines Kleinkindes bekannt, das sich infizierte, nachdem es Dreck sowie eine Schabe in den Mund genommen hatte.